# Hồ Trọng Đính
Hồ Trọng Định (sử Nguyễn chép là Đĩnh), tự: Tử Tấn, không rõ năm sinh, năm mất; là danh thần nhà Nguyễn trong lịch sử Việt Nam.

## Thân thế và sự nghiệp
Hồ Trọng Định là người làng Quỳnh Lưu (nay là làng Quỳnh Đôi, huyện Quỳnh Lưu), tỉnh Nghệ An.

### Dòng tộc
Theo Đại Nam chính biên liệt truyện (gọi tắt là "Chính biên"), tổ tiên ông vốn là người ở Vũ Lâm thuộc Triết Giang (Trung Quốc). Thời Hậu Hán (947-950), có Trạng nguyên Hồ Hưng Dật được cử sang làm Thái thú ở Diễn Châu. Khi về nước, ông đã để người con thứ hai ở lại. Rồi người con này lại từ Diễn Châu dời đi ở Quỳnh Lưu .
Trải qua nhiều triều đại, trong dòng họ ấy có nhiều người hiển danh, như Hồ Tông Thốc đời Trần, Hồ Ước Lễ đời Lê, v.v...Và đến đời Nguyễn, thì có Hồ Trọng Định.

### Thi đỗ, làm quan

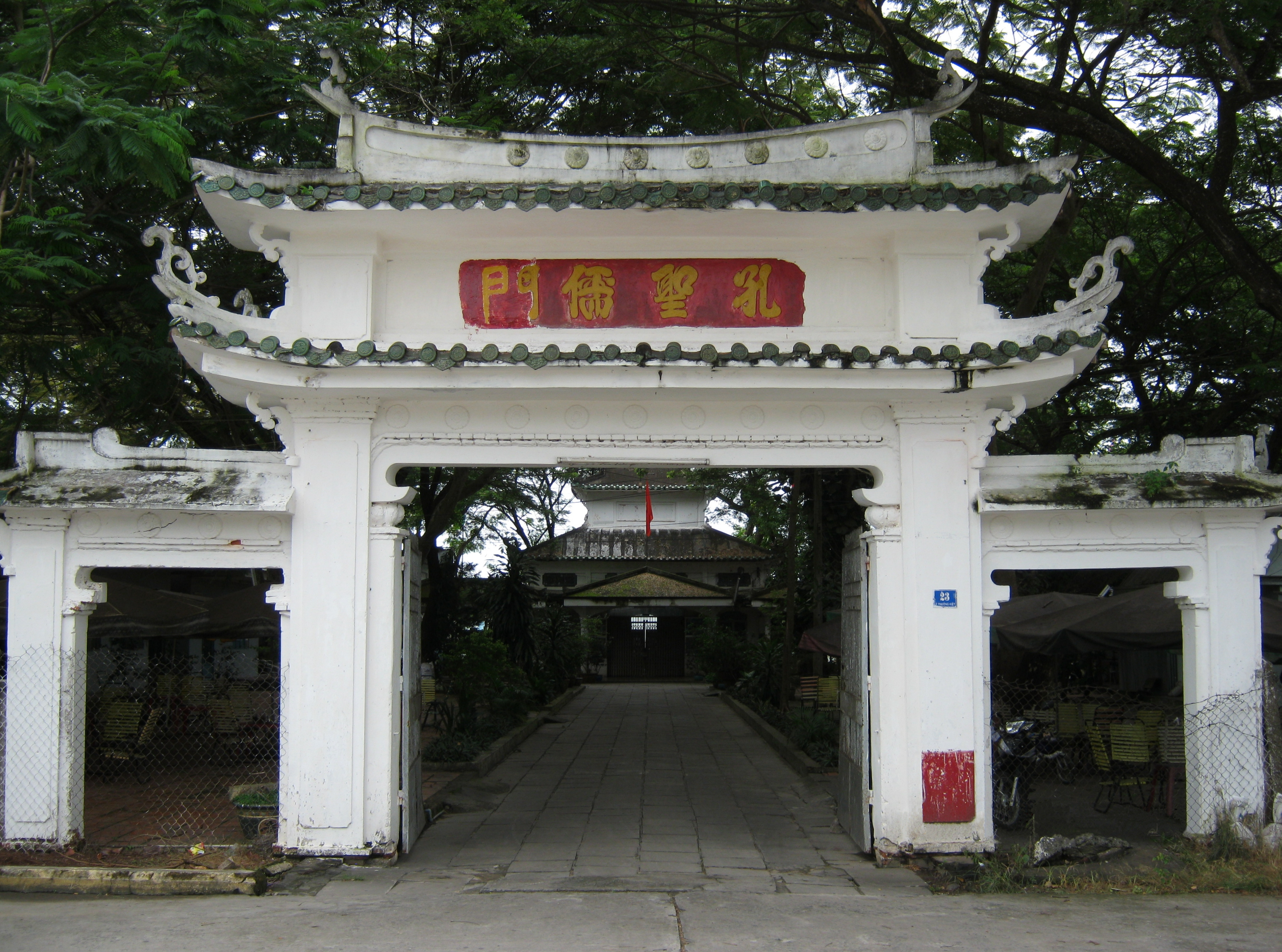
Văn Thánh Miếu Cao Lãnh đã làm ông Định lưu danh nơi vùng đất này

Cũng theo bộ sử trên, năm Thiệu Trị thứ 7 (Đinh Mùi, 1847), Hồ Trọng Định thi đỗ Cử nhân.
Năm đầu Tự Đức, bổ ông làm Kinh lịch Ninh Bình, và tạm coi việc ở huyện Kim Sơn. Đến khi xét cử, ông được liệt vào hạng ưu đẳng, được thăng làm Tri phủ ở Kiến Tường . Ở đây, ông đã đề xướng và đứng ra xây cất Văn Thánh Miếu Cao Lãnh tại làng Mỹ Trà vào năm Đinh Tỵ (1857).
Ít lâu sau, ông được triệu về kinh (Huế) làm Giám sát ngự sử, rồi lần lượt trải các chức: Lang trung bộ Hộ, Kinh Triệu thừa, Hồng lô tự khanh hộ lý ấn ấn quan phòng Vũ khố. Trong khoảng thời gian này, ông được thưởng một tấm kim khánh có khắc 4 chữ: "Liêm, Bình, Cần, Cán".
Sau nữa, ông được lệnh ra Bắc Kỳ coi việc đắp đê phòng lụt. Hoàn thành nhiệm vụ, ông được thăng làm Quang lộc tự khanh Hải Dương, rồi Hải Phòng hiệp lý kiêm quản Nhu viễn quan Thương chính sự vụ.
Gặp lúc quân Hoàng Anh đang quấy rối ở biên giới phía Bắc, Hồ Trọng Định được sung làm Tán lý quân vụ Lạng Bình (Lạng Sơn và Cao Bằng), để phối hợp với quân tướng nhà Thanh đi đánh dẹp. Việc xong, ông được thăng làm Thự Bố chính sứ Tuyên Quang. Bấy giờ Đô thống nhà Thanh là Lưu Tùng Linh, là người Triết Giang, đã tặng ông 2 câu thơ:
Quái đắc tự văn Nam quốc thịnh
Phong lưu Nho tướng Vũ lâm chi.
Nghĩa là:
Văn vật nước Nam sao thịnh lạ,
Tướng nho phong lưu chi (họ) Vũ Lâm .
Năm Tự Đức thứ 24 (1871), đổi ông làm Bố chính hộ lý Tuần phủ Quảng Yên. Thấy đây là nơi thường quần tụ quân "trộm giặc" (chữ trong Chính biên), ông bèn dâng sớ xin đóng chiến thuyền, lập đồn kiểm soát, rèn luyện lính thủy để phòng khi dùng đến.
Năm 1873, quân Pháp đánh thành Hà Nội. Quảng Yên nhờ ở nơi hẻo lánh nên dân tình hơi được yên. Lại nhờ Hồ Trọng Định tùy cơ đánh lui được "giặc biển" (chữ trong Chính biên), nên nơi ấy được vô sự. 
Năm 1874, ông lại dùng một quân phỉ đầu hàng tên là Chung Quốc An dẫn đường, đồng thời sai quan quân thủy bộ hai mặt đánh ép lại nên phá được sào huyệt của quân nổi dậy (Chính biên không ghi tên) ở Bình Long. Nhận được tờ tâu, vua Tự Đức cả mừng, hạ sắc ban thưởng cho ông ba cấp quân công.
Năm 1878, ông được triệu về kinh (Huế) làm Tả Tham tri bộ Lại kiêm công việc Đô sát viện, sau đổi sang làm Tham tri bộ Hình, rồi Hộ công thự Công bộ Thượng thư.

### Mất
Ít lâu sau vì có bệnh, ông xin về nghỉ, bị ngự sử đàn hặc (Chính biên không nói rõ), nên bị giáng làm Tham tri rồi mới cho về. Hồ Trọng Định mất ở tuổi 65 .
Sinh thời, ông có làm ra tập thơ Công hạ thi thảo.